# جون زارنو
جون زارنو (مواليد 27 سبتمبر 1950) هو مبارز بالسيف من المملكة المتحدة، مثّل بلاده في الألعاب الأولمبية الصيفية 1984.

## روابط رياضية
جون زارنو على موقع اللجنة الأولمبية الدولية (الإنجليزية)
- جون زارنو على موقع أوليمبيديا (الإنجليزية)